# Шарпе
Шарпе (фр. Charpey) насеље је и општина у источној Француској у региону Рона-Алпи, у департману Дром која припада префектури Валанс.
По подацима из 2011. године у општини је живело 1274 становника, а густина насељености је износила 82,3 становника/km². Општина се простире на површини од 15,48 km². Налази се на средњој надморској висини од 287 метара (максималној 408 m, а минималној 209 m).

## Демографија
| 1962. | 1968. | 1975. | 1982. | 1990. | 1999. | 2011. |
| ----- | ----- | ----- | ----- | ----- | ----- | ----- |
| 601   | 630   | 637   | 739   | 806   | 901   | 1.274 |

График промене броја становника у току последњих година